# 1675.
◄ | 16. stoljeće | 17. stoljeće | 18. stoljeće | ►
◄ | 1640-ih | 1650-ih | 1660-ih | 1670-ih | 1680-ih | 1690-ih | 1700-ih | ►
◄◄ | ◄ | 1672. | 1673. | 1674. | 1675. | 1676. | 1677. | 1678. | ► | ►►
Arhitektura • Astronomija • Biologija • Glazba • Kazalište • Kemija • Kiparstvo • Knjige • Književnost • Kršćanstvo • Medicina • Politika • Pravo • Promet • Slikarstvo • Znanost

## Događaji
- 16. lipnja – Velika objava Srca Isusova Margareti Mariji Alacoque.

## Rođenja
- veljača – Ignjat Đurđević, hrvatski pjesnik i prevoditelj († 1737.)

## Smrti
- 10. veljače – Ivan Belostenec, hrvatski jezikoslovac, pavlin (* oko 1594.)
- Johannes Vermeer, nizozemski slikar (* 1632.)[1]

## Vanjske poveznice
|  | Zajednički poslužitelj ima još gradiva o temi 1675. |